# Antarès-Technoparc
 (juin 2023).
Si vous disposez d'ouvrages ou d'articles de référence ou si vous connaissez des sites web de qualité traitant du thème abordé ici, merci de compléter l'article en donnant les références utiles à sa vérifiabilité et en les liant à la section « Notes et références ».
Antarès-Technoparc, aussi simplement nommé « Le Technoparc », est un quartier d'affaires et d'entreprises innovantes, situé au sud de la ville du Mans, dont il est une voie d'accès principale. Le quartier est voué aux activités tertiaires et aux loisirs. Il est revendiqué par la ville comme étant un « pôle d'excellence sportive ». 
Le circuit des 24 Heures du Mans y dispose d'une entrée majeure.

## Présentation et composantes principales
Bien qu'il soit compté comme quartier intégré du secteur Sud-est de la ville, c'est plutôt une partie de la ville du Mans, nommée Antarès. Son histoire est marquée par le premier Grand Prix automobile français qui s'y déroule en 1906. Le quartier est aussi devenu un lieu touristique grâce aux 24 Heures du Mans qui donne son intérêt et sa raison d'être à cet espace.

## Le technoparc et les entreprises
Le Technoparc des 24 Heures existe grâce à ces espaces d'innovation et d'essais technologiques et sportifs que sont les circuits automobiles et à la présence du musée des 24 Heures du Mans. Il accueille un centre de formation au pilotage : l'Auto Sport Academy, ainsi qu'un pôle formation pour les mécaniciens de compétition automobile, en lien avec l'université du Maine[source secondaire souhaitée],. Le Technoparc des 24 Heures est une infrastructure de même type qu'une Zone d'Activités Industrielles appartenant au Syndicat mixte du circuit des 24 Heures, directement rattaché au Circuit du Mans. En plus des activités de formation et de recherche, il regroupe quelques sièges d'écuries de course dont Oak Racing, le constructeur de prototypes d'endurance Onroak Automotive et le préparateur Moteur Huger. S'y trouve également l'Institut Automobile du Mans, association pour le développement de l'industrie automobile de la région des Pays de la Loire, la société d'assistance Mondial Assistance France, ainsi que les sites technique, logistique et de formation de l'ACO. 
Depuis juin 2016, un centre d'entretien Ferrari y est ouvert. La SNCF y possède un centre de formation technique, nommé Technicampus[source secondaire souhaitée].
Le secteur accueille également le siège de l'Automobile Club de l'Ouest, qui est l'organisateur de compétitions automobiles, dont les 24 Heures du Mans. C'est ce même organisme, l'ACO, qui gère l'école de pilotage Le Mans Driver, ouverte depuis 1965 et ayant notamment formé le pilote Sébastien Bourdais, originaire de la ville.
Dans un autre domaine, Météo-France possède une station régionale basée près de l'aéroport.

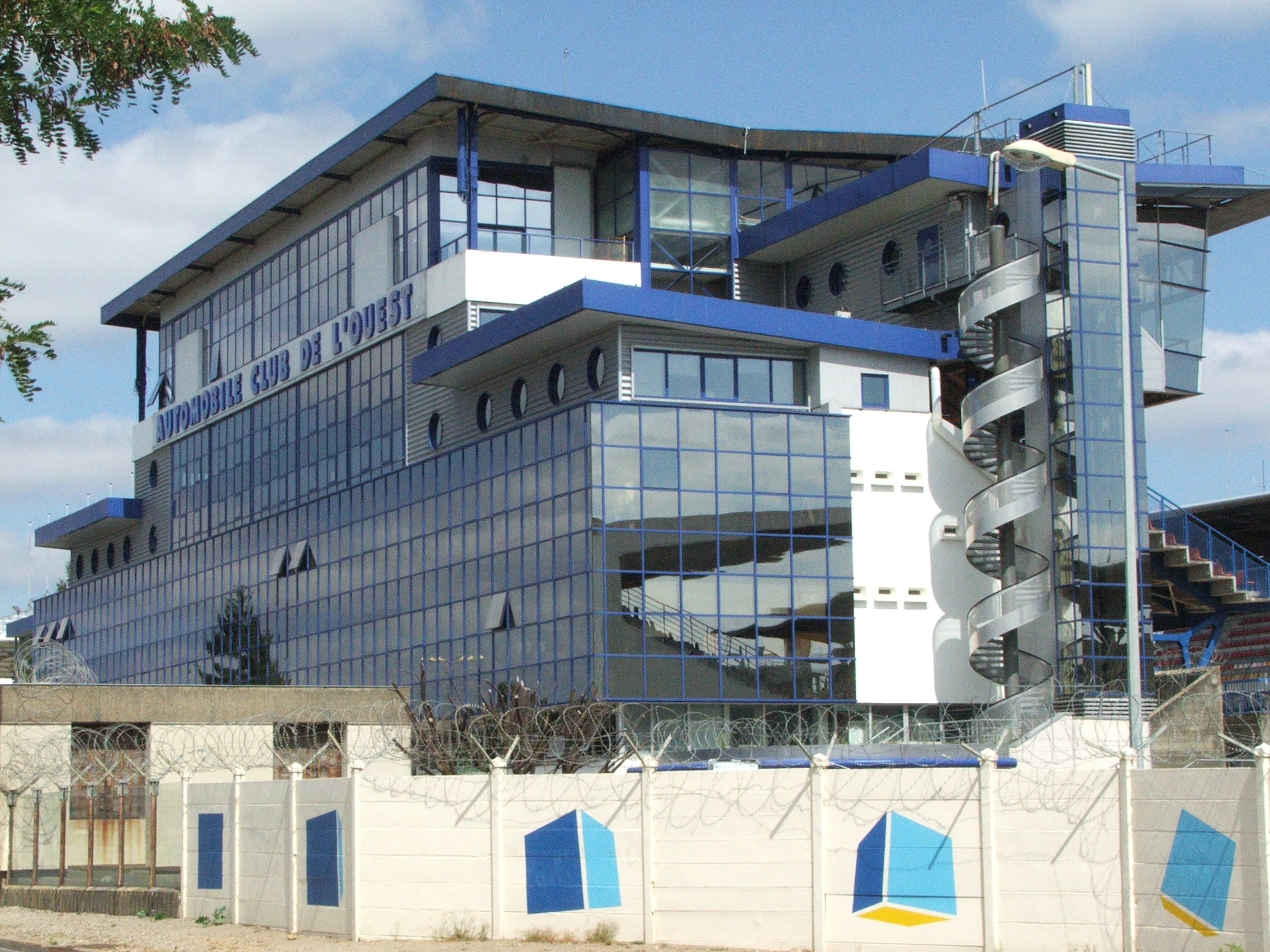
Siège de l'Automobile Club de l'Ouest.
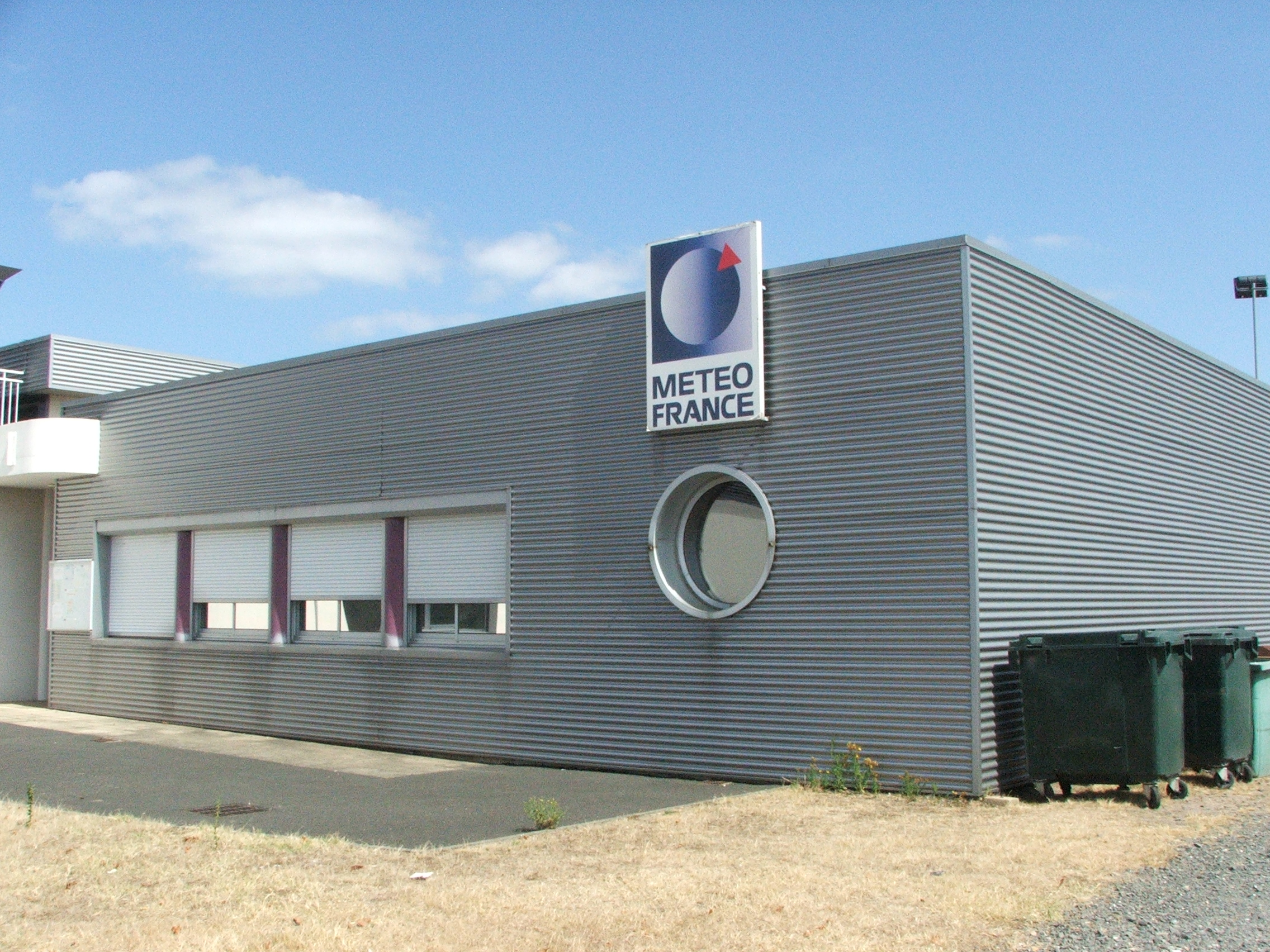
L'antenne régionale de Météo France.
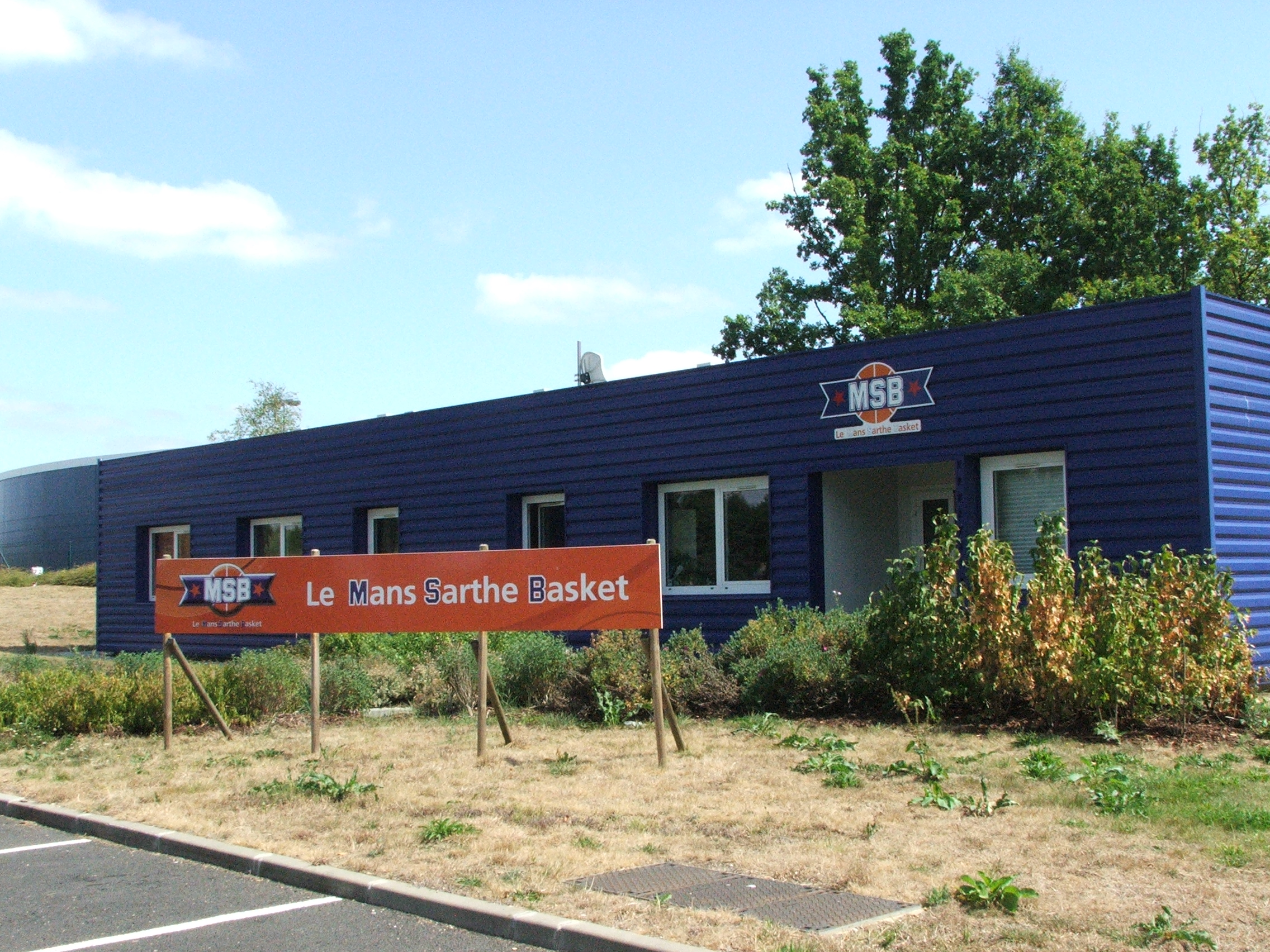
Siège du Mans Sarthe Basket.
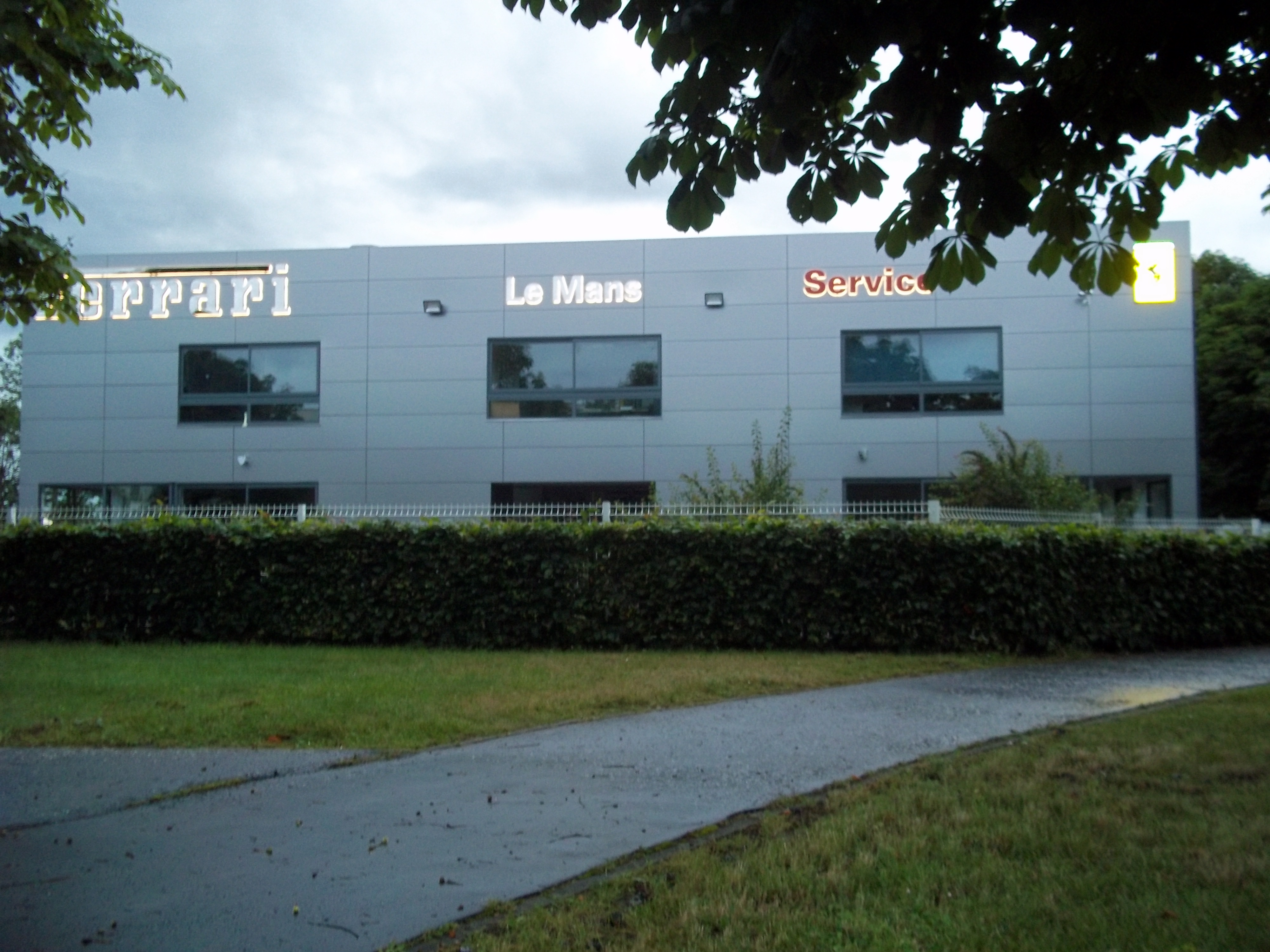
Garage Ferrari-Le Mans.
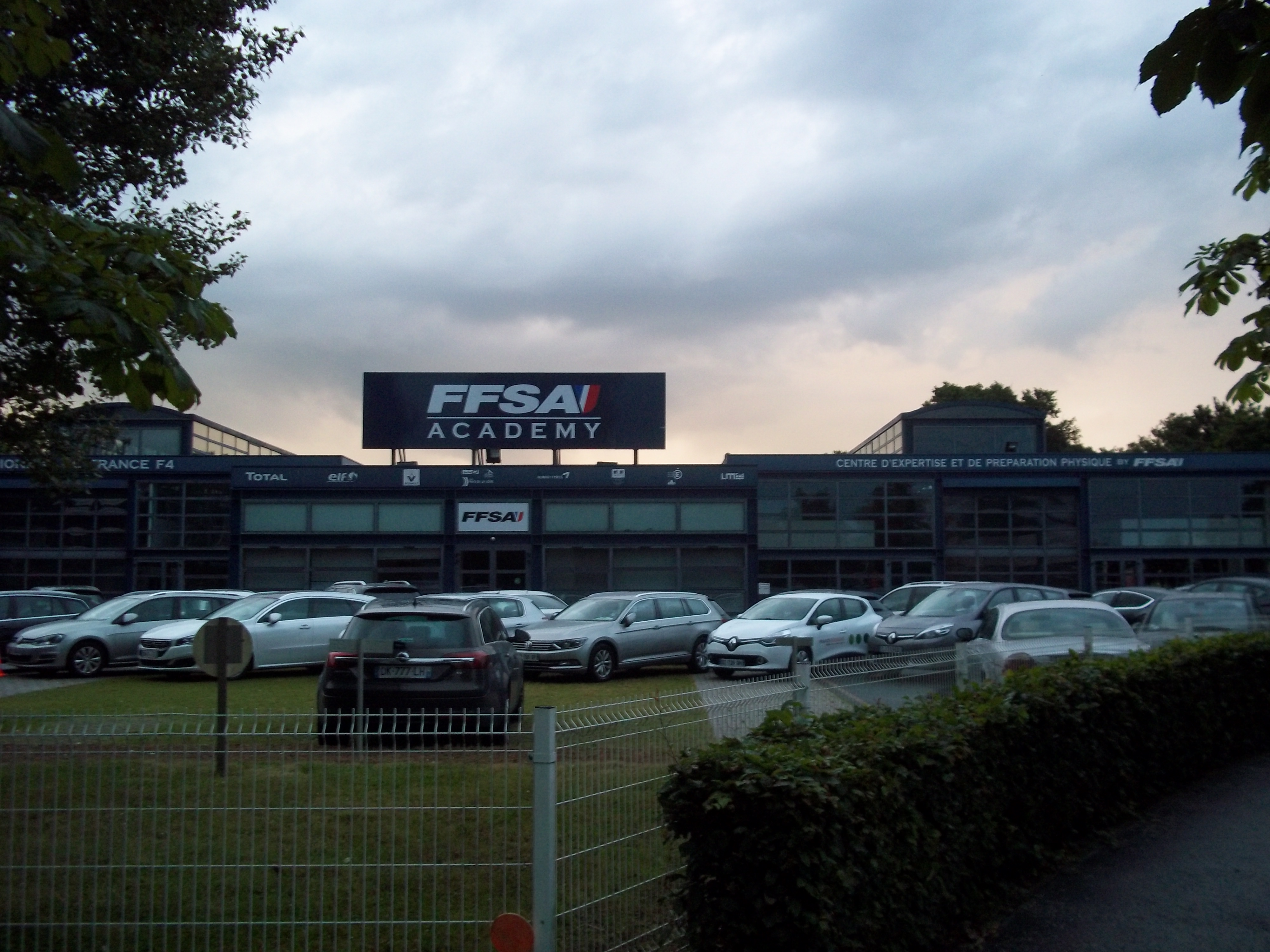
La FFSA Academy.
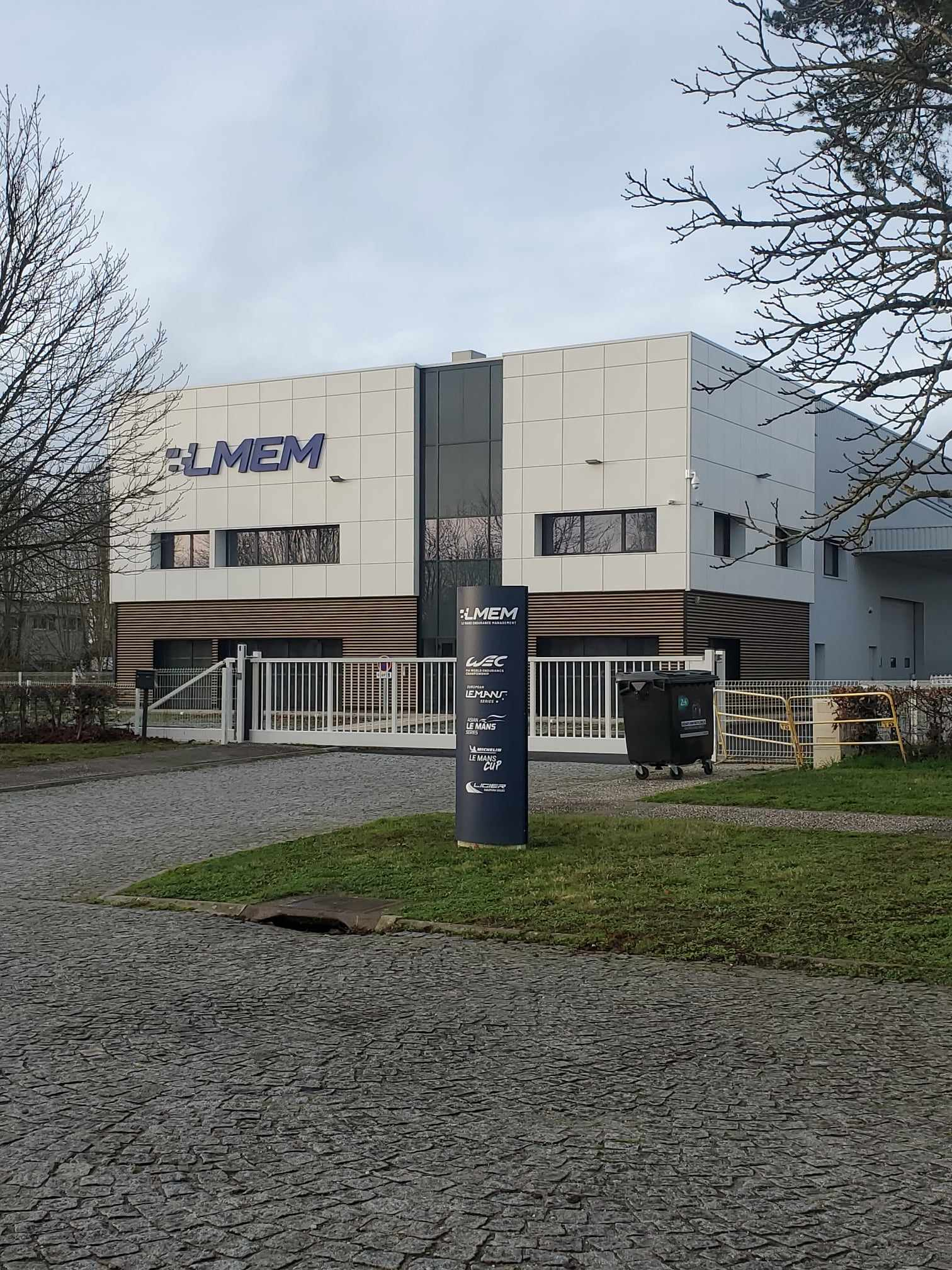
Siège de Le Mans Endurance Management.

## Loisirs et divertissements
Le quartier possède une des principales salles de représentation de la ville : la salle multimodale Antarès du MSB avec le siège du Mans Sarthe Basket, équipe de PRO A. ainsi que le stade Stade Marie-Marvingt (anciennement MMArena). Au nord de cette zone, se trouve le parc des Expositions du Mans, la salle du Forum, la salle de l'Oasis et deux zones commerciales dont Family Village. L'aéroport propose des activités aéronautiques diverses et regroupe des clubs de voltige aérienne tels que les Ailes du Maine. Des entreprises installées en marge de l'aéroport proposent de manière saisonnière la visite aérienne de la ville, du circuit ou de la région Mainoise, voire de la Touraine. Se déroulent sur le site les épreuves sportives automobiles qu'accueille la ville, à savoir, les 24 heures automobiles, motos, camions, karting, les Grands Prix de France moto et 24 Heures Moto, sans oublier Le Mans Classic et les Renault Series.

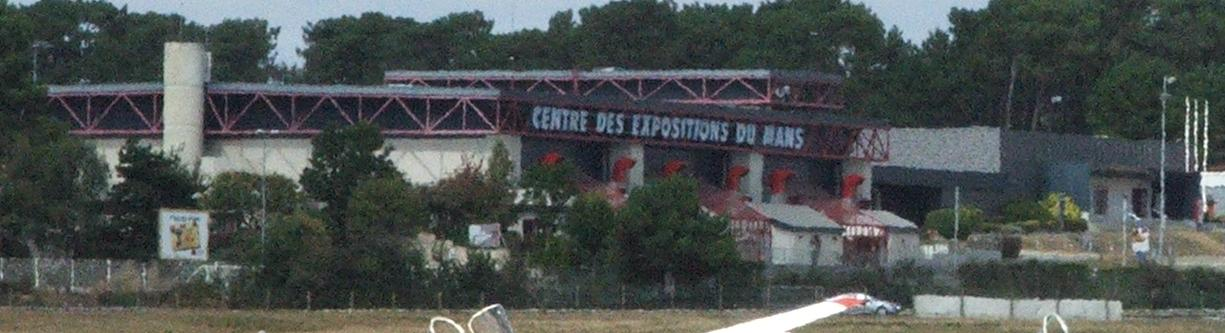
Centre des Expositions.
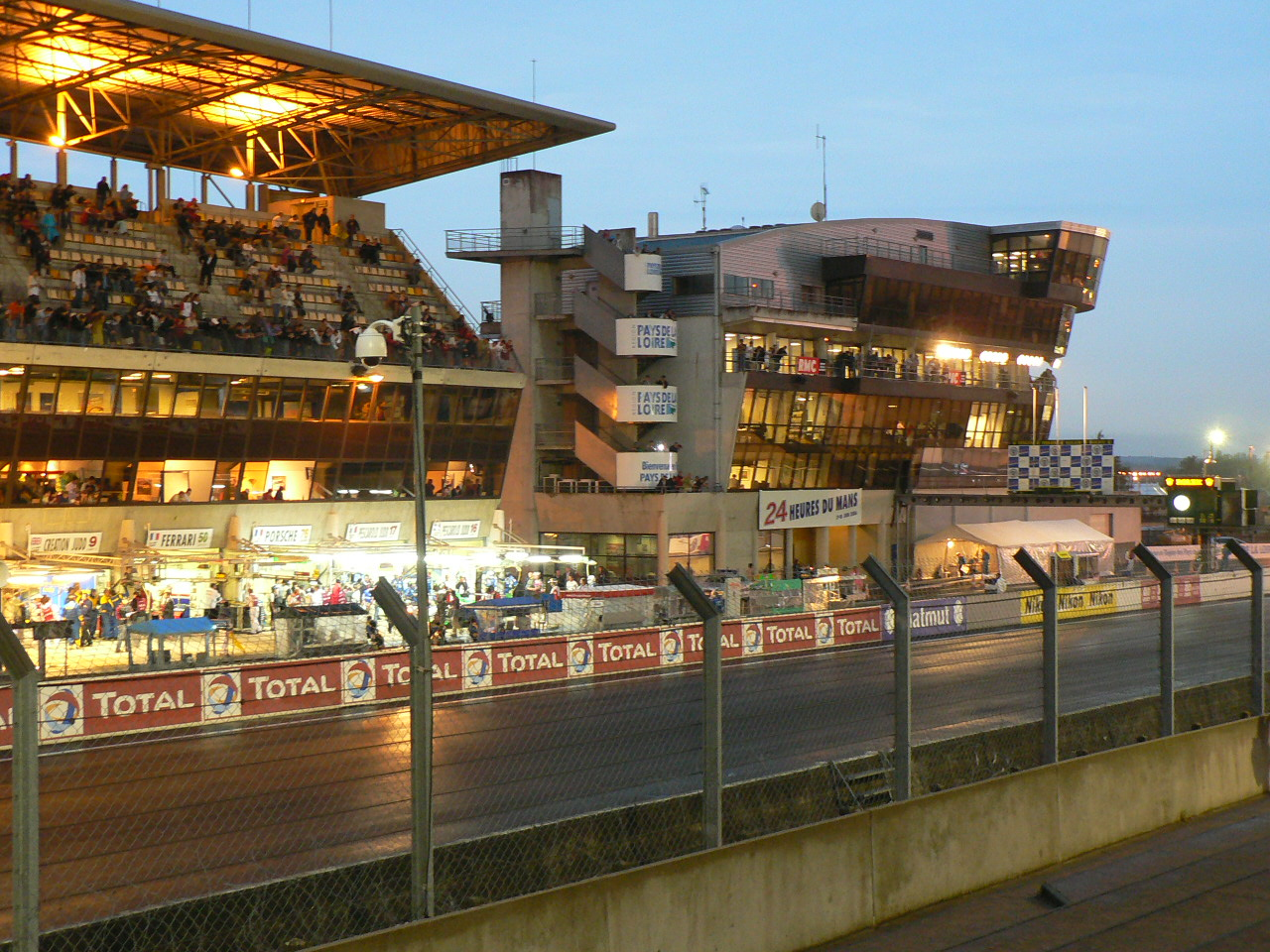
Les stands, de nuit.
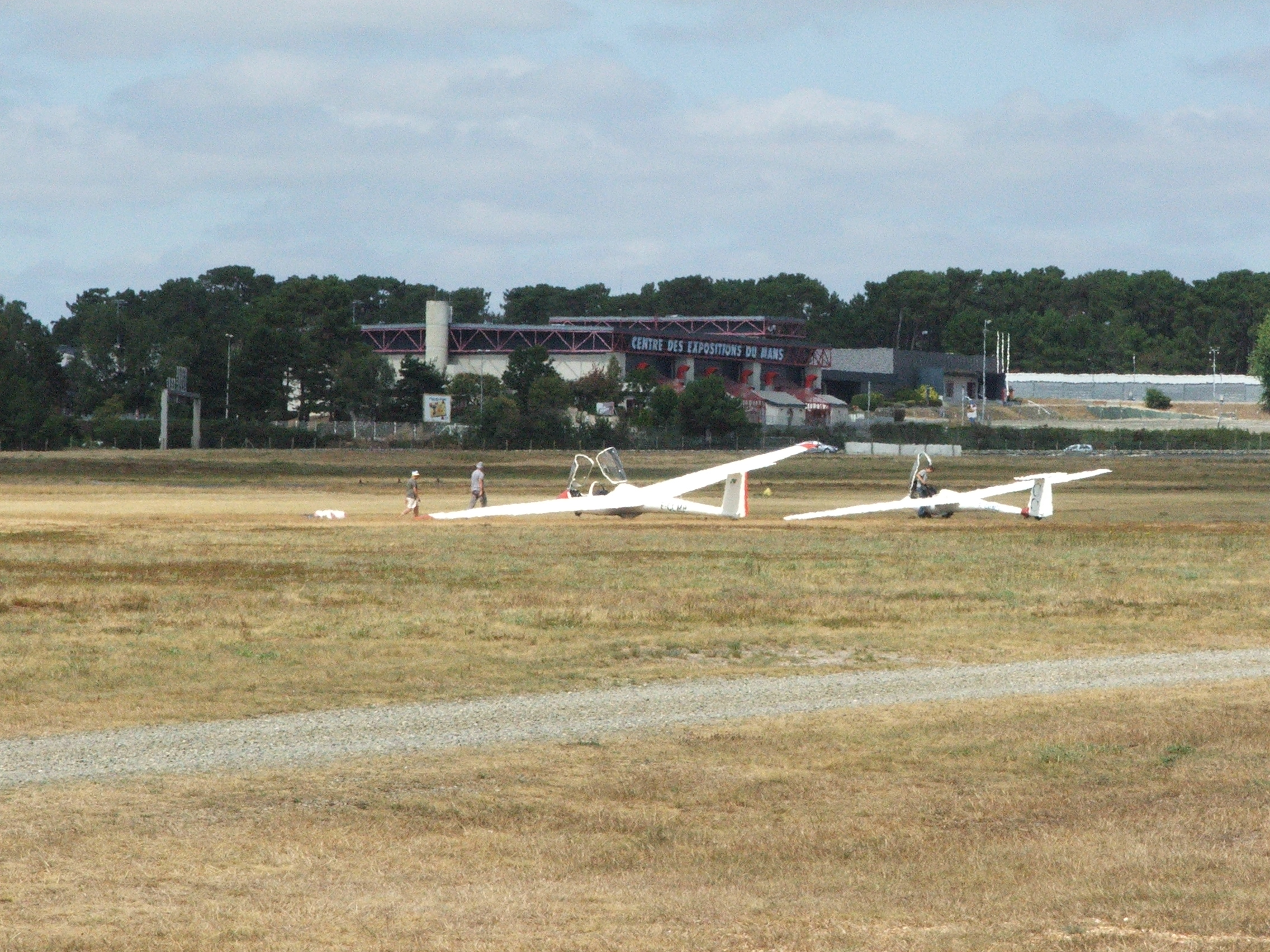
Activité associative à l'Aéroport.
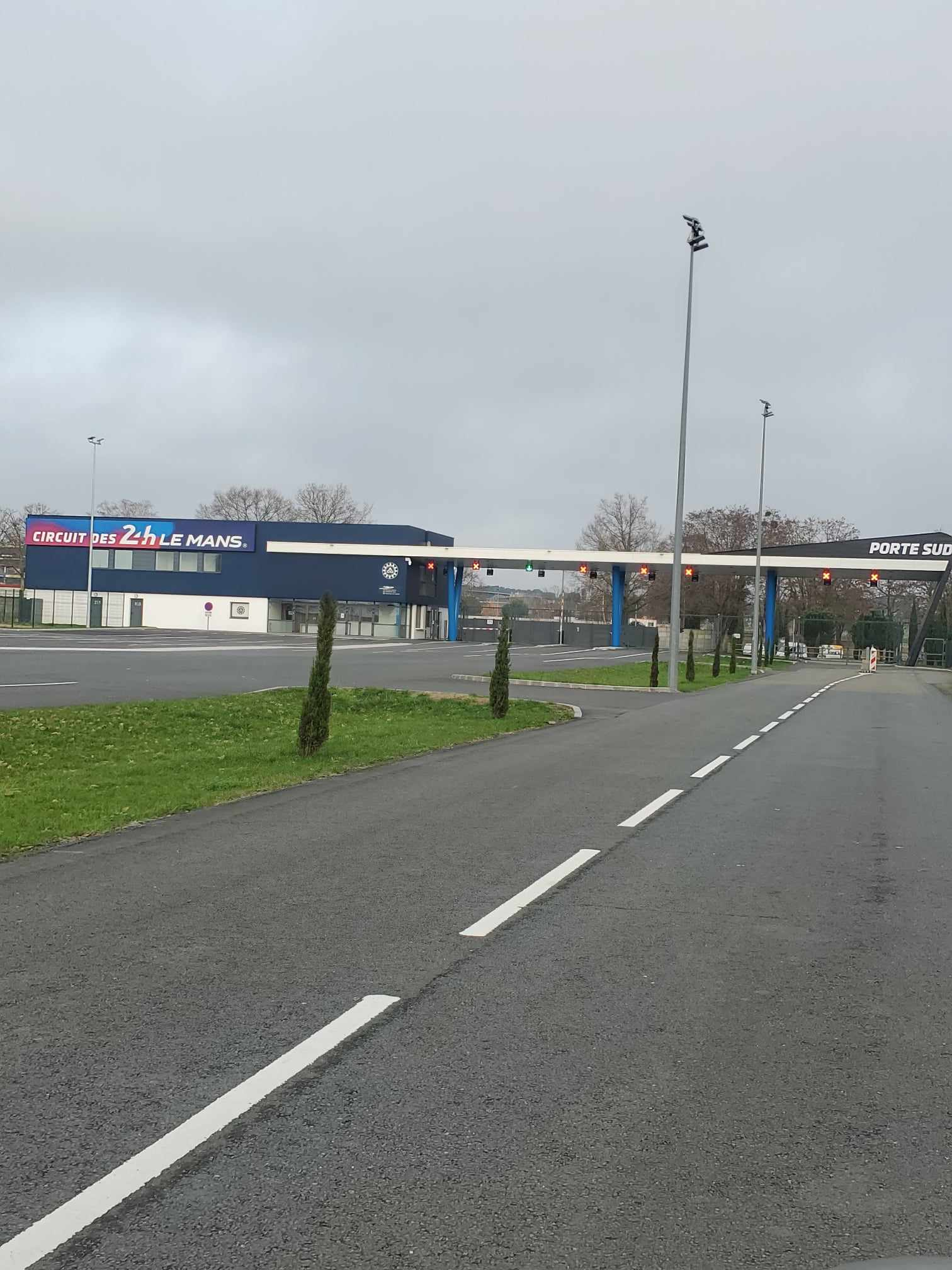
Porte sud du circuit en 2024.
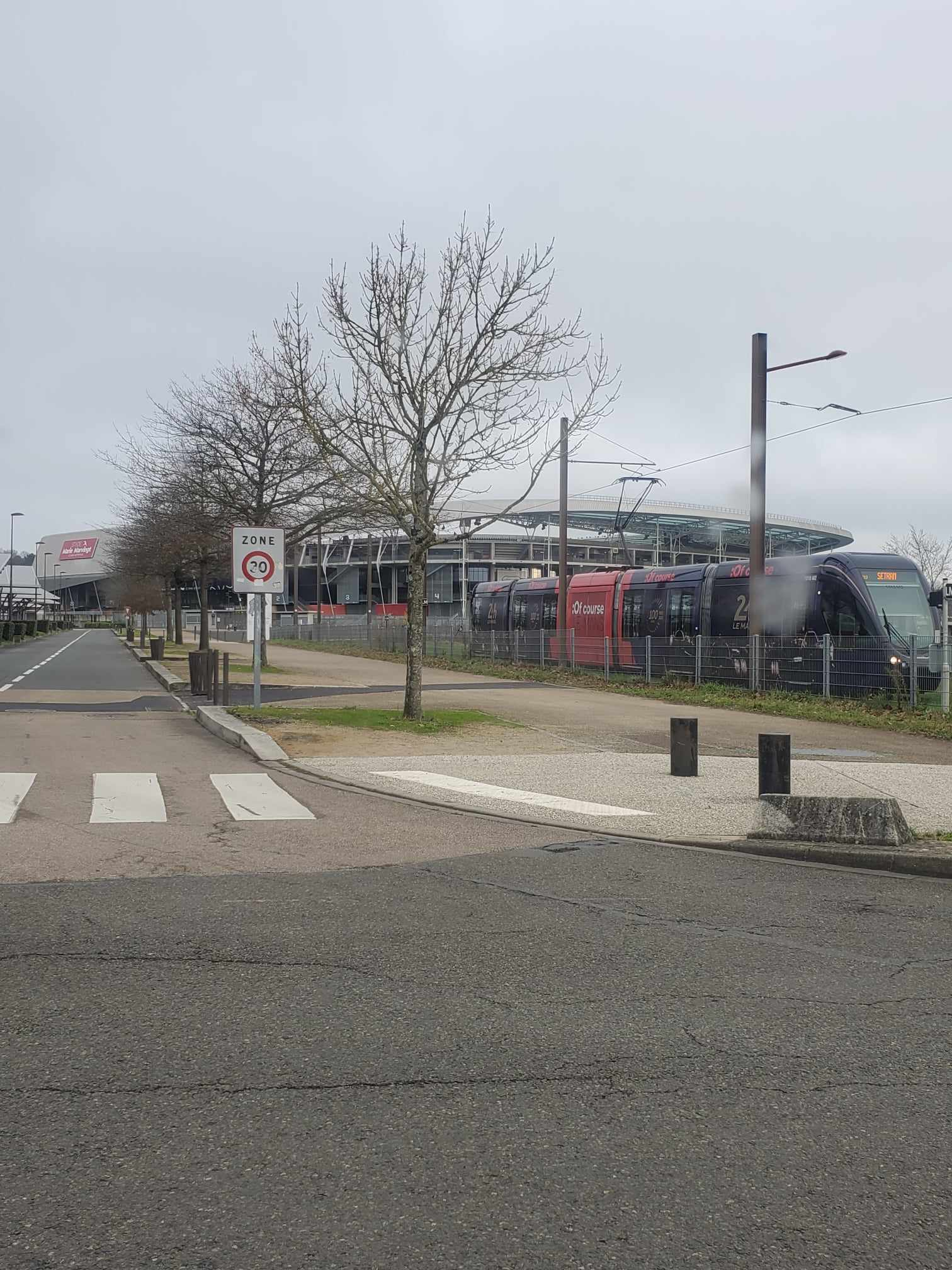
Stade et tramway.
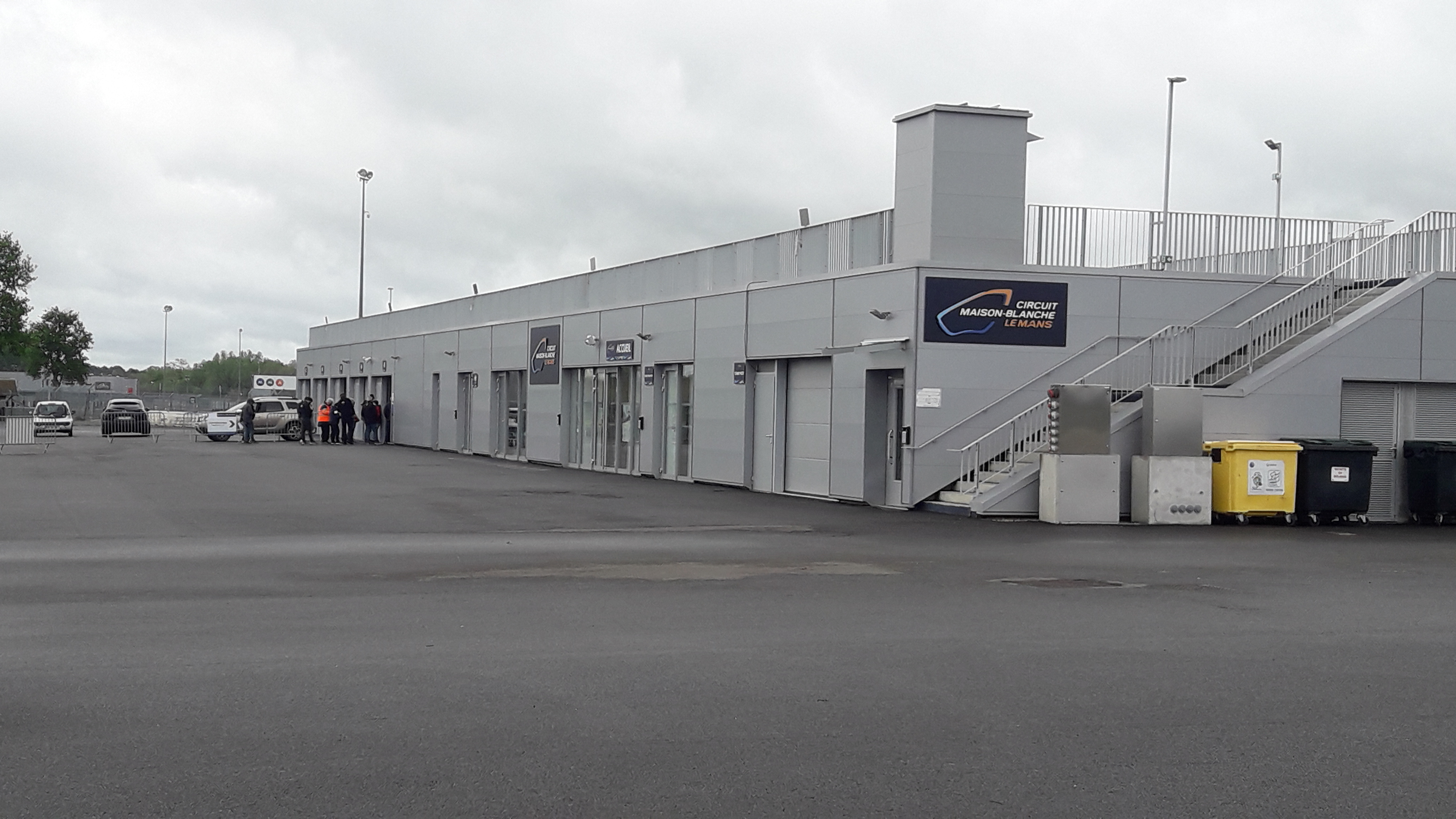
Circuit de Maison Blanche.

## Géographie et transports
Géographiquement, le quartier est l'espace industriel et commercial de la sortie sud de la ville, constitué par la route de Tours, l'ancienne N 138. Cette zone est desservie par le périphérique ou boucle sud, qui relie les autoroutes A28 (à l'est) et A11 (à l'ouest) d'un bout à l'autre du Mans et permet de se rendre dans les deux zones industrielles plus à l'ouest, puis à Allonnes. 
À l'est, il est possible d'atteindre les communes d'Arnage ou d'Yvré-l'Évêque. Quelques rares quartiers résidentiels sont présents, par exemple non loin de l'aéroport Le Mans-Arnage. Ce dernier fut bâti au milieu du XXe siècle et servit notamment de base militaire durant la Seconde Guerre mondiale.

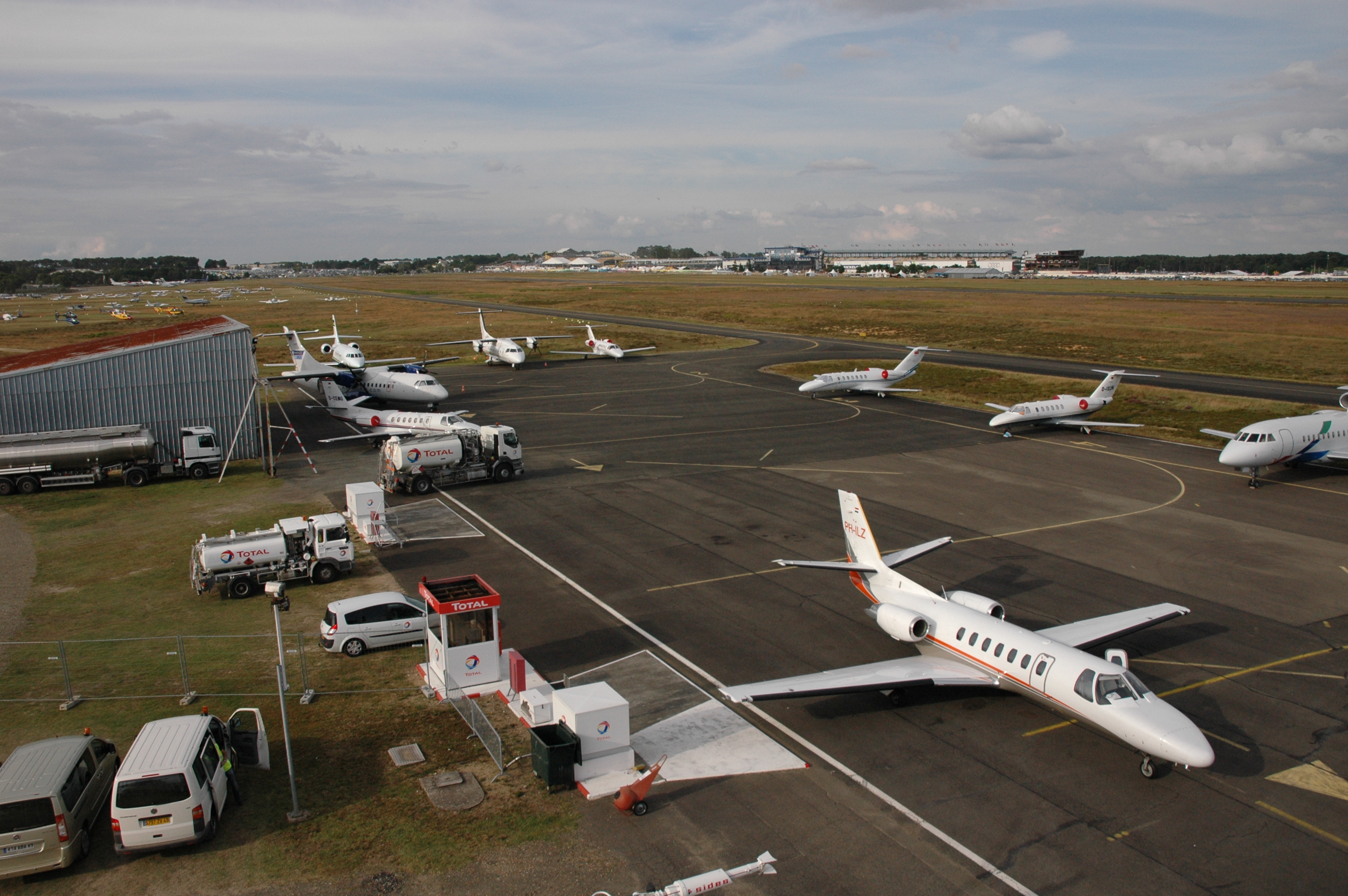
Aéroport le Mans-Arnage.
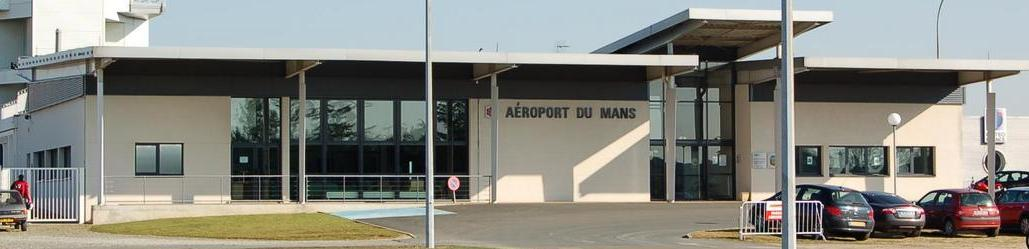
Bâtiment principal de l'aéroport.
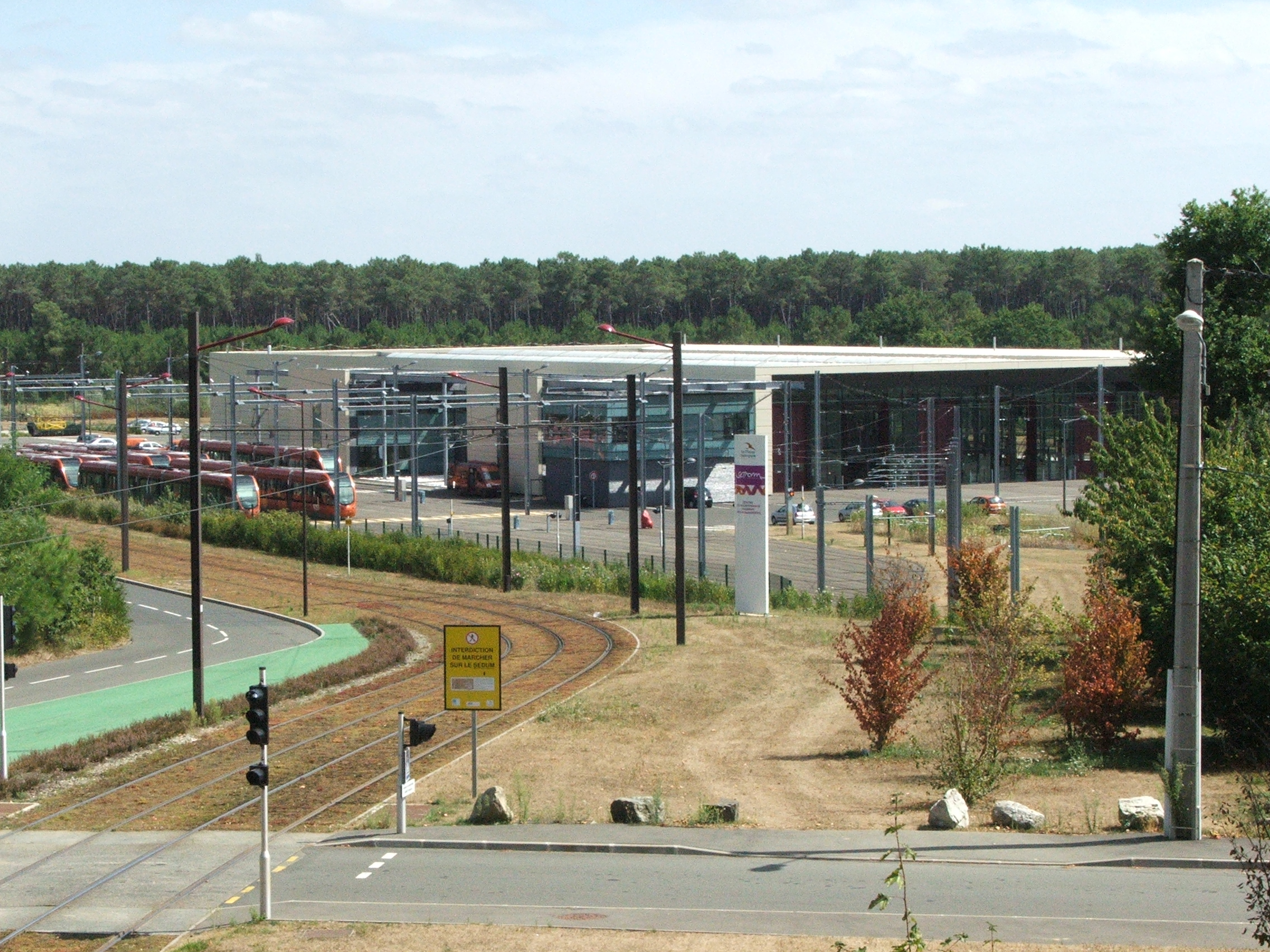
Centre de maintenance du tramway.

Le quartier bénéficie du terminus de la ligne T1 du Tramway qui met le quartier à moins d'une demi-heure du centre-ville et de vingt minutes de la gare. La présence de l'aéroport permet une accessibilité optimale pour les acteurs sportifs.

## Les Hunaudières, Mulsanne, le circuit Bugatti: des lieux chargés d'histoire
La zone du Technoparc, et plus particulièrement le circuit Bugatti, est un des lieux phares de la ville, le plus fréquenté par les touristes avec le Vieux-Mans. Le circuit du Mans a été dépeint par les films Le Mans sorti en 1971, Michel Vaillant en 2003 ainsi que la série de bande dessinée éponyme créée par Jean et Philippe Graton, et le Blockbuster Le Mans 66, ce qui a également contribué à renforcer l'image du pôle sportif automobile du Mans. 

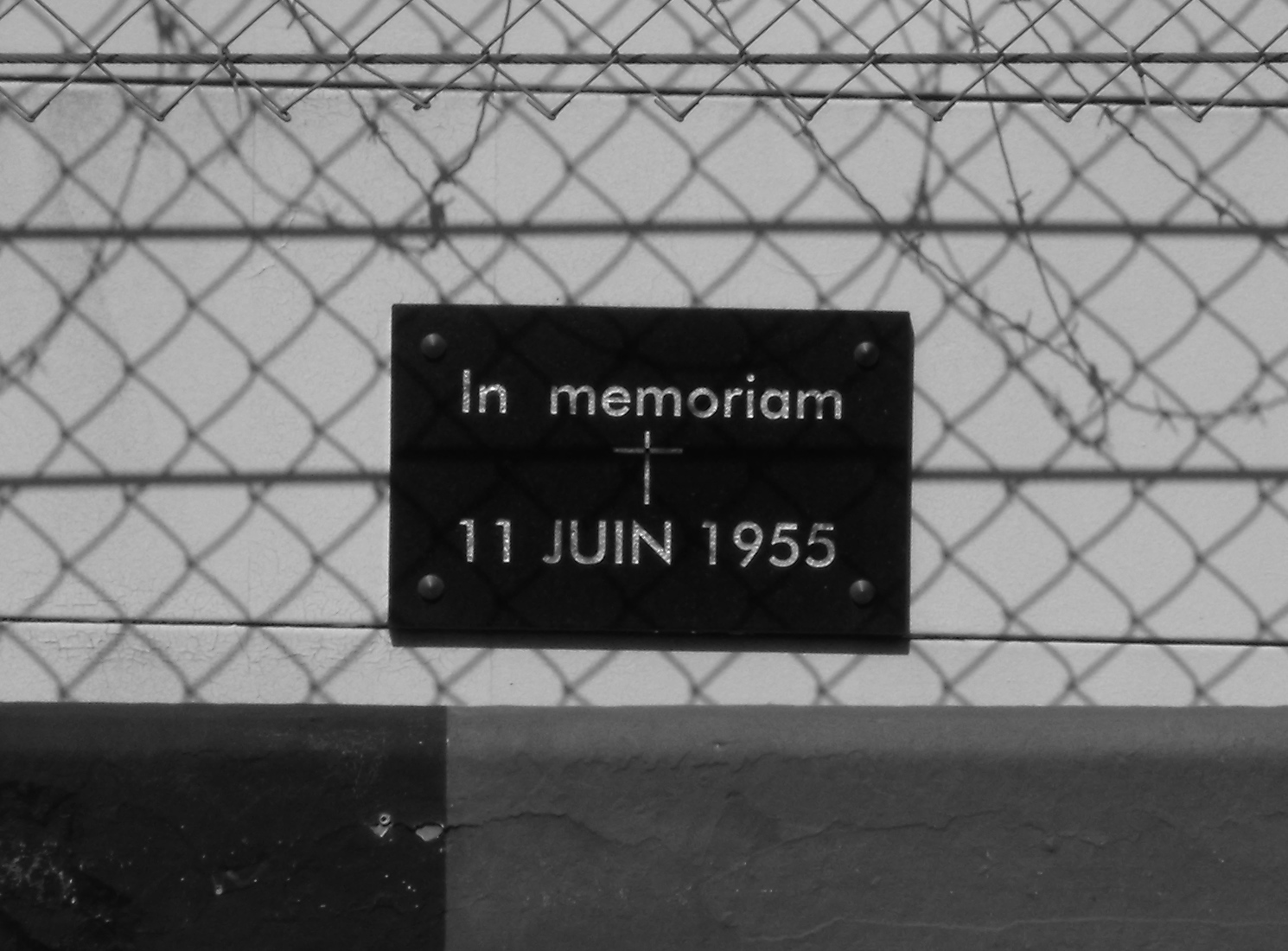
Plaque commémorative du 11 juin 1955.
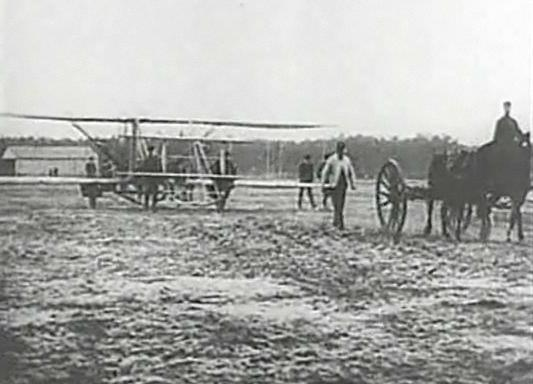
Le Flyer de Wilbur Wright au Mans en 1908.
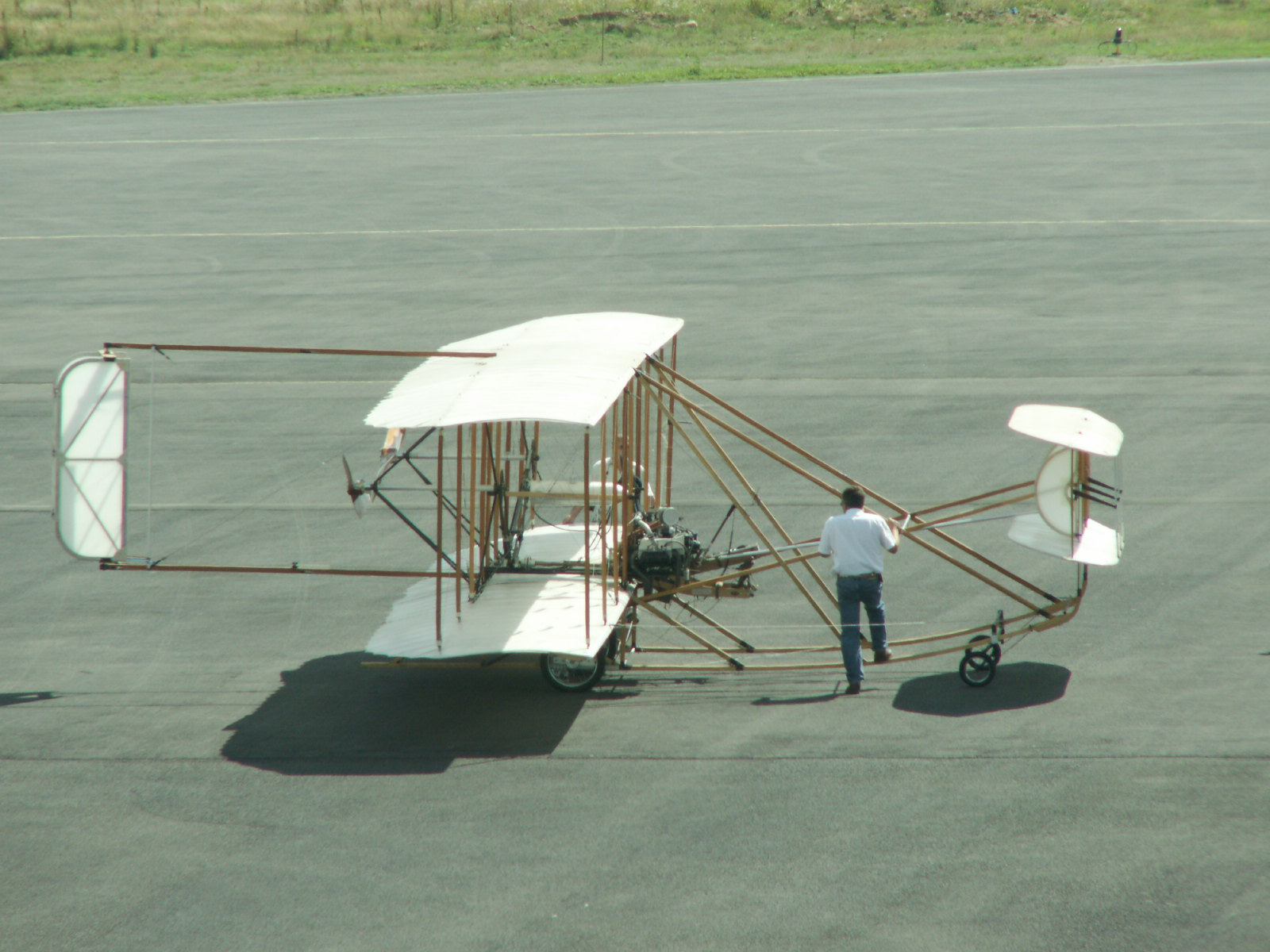
Reproduction du Flyer pour son 100e anniversaire en 2008.

Historiquement, le quartier est un des lieux de naissance de l'aéronautique civile avec les tentatives du Flyer de Wilbur Wright, aidé par Amédée et Léon Bollée, sur la piste des Hunaudières de juin à août 1908. Le site retient également la lourde blessure du drame des 11 et 12 juin des 24 Heures de 1955 qui tua non seulement Pierre Levegh, le pilote de la Mercedes-Benz 300 SLR, mais aussi 80 spectateurs. 

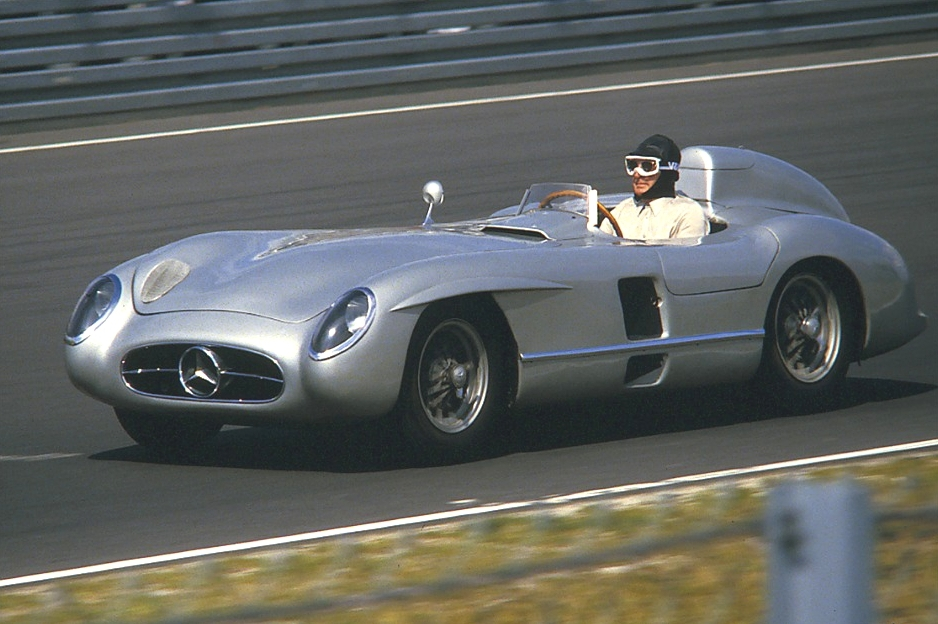
Réplique de Mercedes 300 SLR qui provoqua l'accident de 1955.
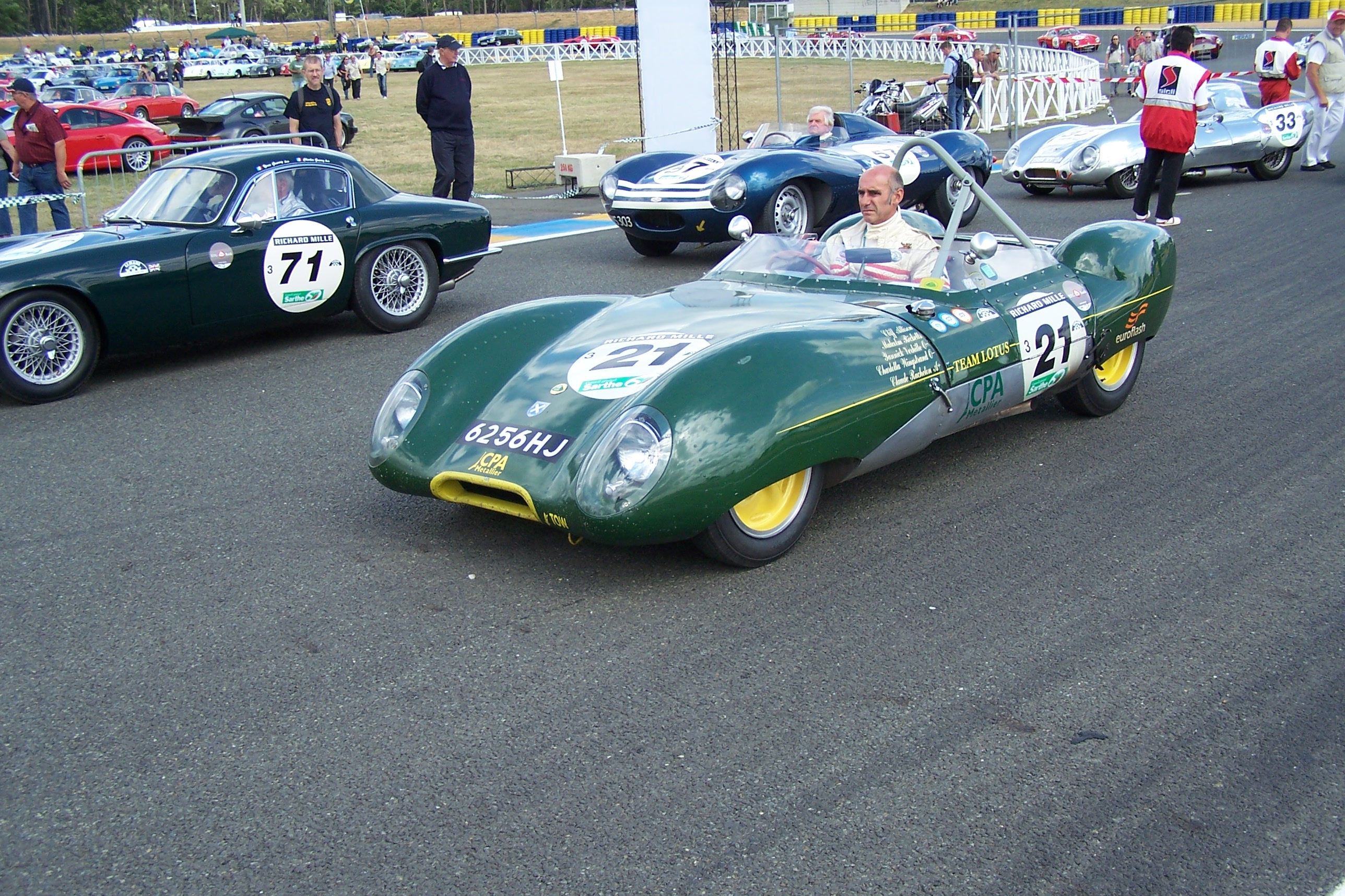
Parade du Mans Classic 2008 avec cette Lotus XI de 1957.

Dans une culture populaire plus heureuse, la ligne droite des Hunaudières est mondialement connue pour les performances de vitesse qu'elle a permises. C'est notamment cet endroit qui a permis de développer la Ford GT40, qui gagna Le Mans à quatre reprises. En 1967, la voiture américaine pulvérise le record sur ce tracé en atteignant la vitesse de 340 km/h en ligne droite. L'ACO dut couper la ligne droite en trois tronçons de longueurs égales en y aménageant deux chicanes pour l'édition 1990 à cause de la vitesse que pouvaient atteindre les voitures, comme les 405 km/h atteints par Roger Dorchy au volant de sa WM P88 à moteur Peugeot en 1988. 
Le souvenir des épreuves d'autrefois avec des victoires de marques légendaires comme Aston Martin, Ferrari, Peugeot, Porsche ou Jaguar, a amené l'ACO à organiser les Le Mans Classic, faisant revivre des monstres sacrés d'autrefois comme les Ford GT 40 ou les Lotus. Le Musée des 24 Heures du Mans conserve des exemplaires et des témoignages des meilleures automobiles d'endurance.

## Pôle d'excellence sportive
À la suite de la création dans la zone du stade MMArena, et avec la présence du circuit des 24 Heures et du circuit Bugatti (ouvert aux automobiles et aux motos), du circuit Alain Prost de karting, d'Antarès, du Golf des 24 Heures, ainsi que de l'hippodrome des Hunaudières et du Vélodrome Léon Bollée, le quartier est dénommé par la ville « pôle d'excellence sportive » en novembre 2010,. Le site comprend également La Pincenardière, centre de formation du club de foot du Mans FC. 
Tous ces équipements, avec le Technoparc, se trouvent à l'intérieur même du circuit des 24 Heures. 

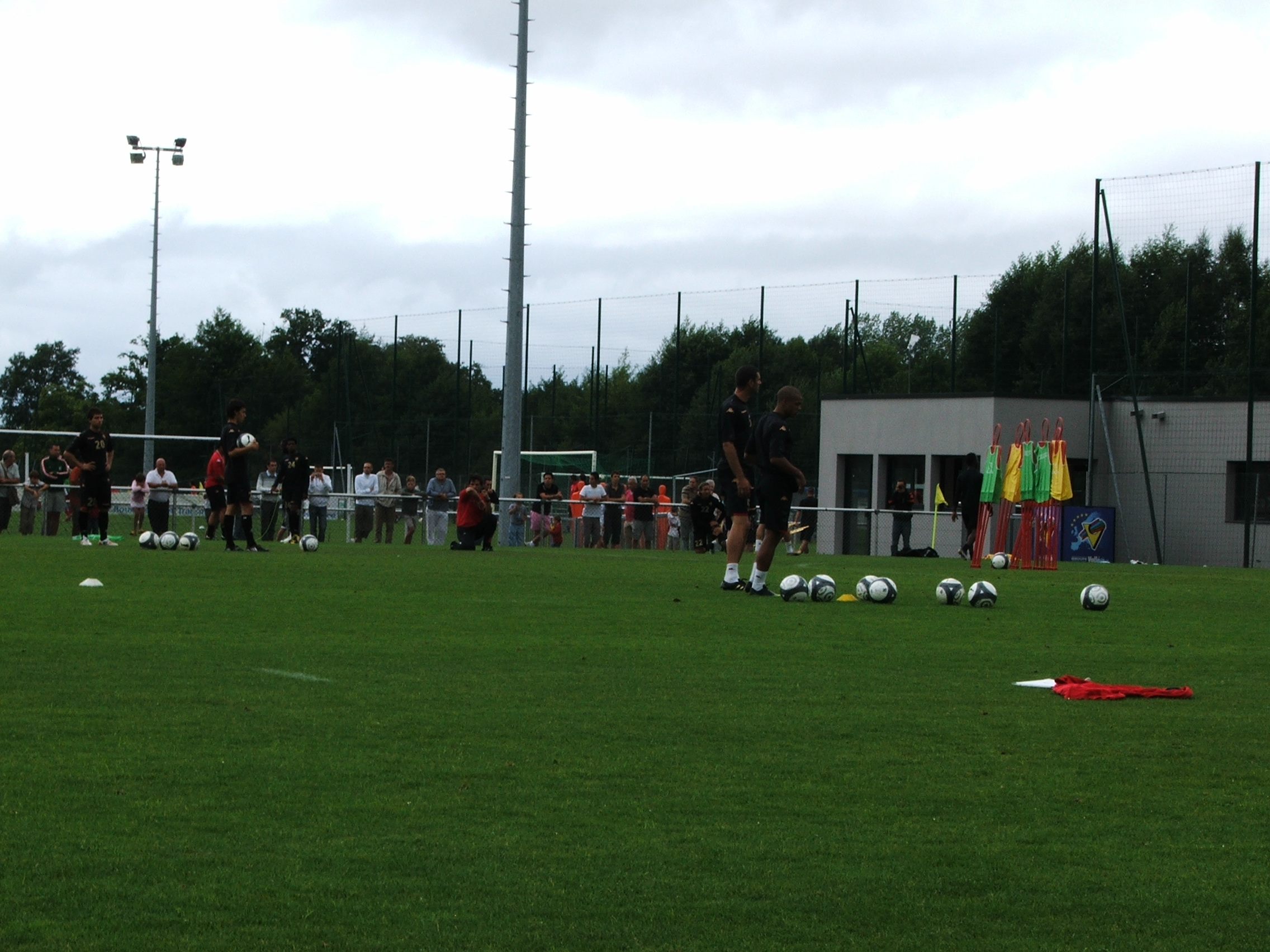
La Pincenardière.
Le stade Stade Marie-Marvingt, anciennement MMArena.
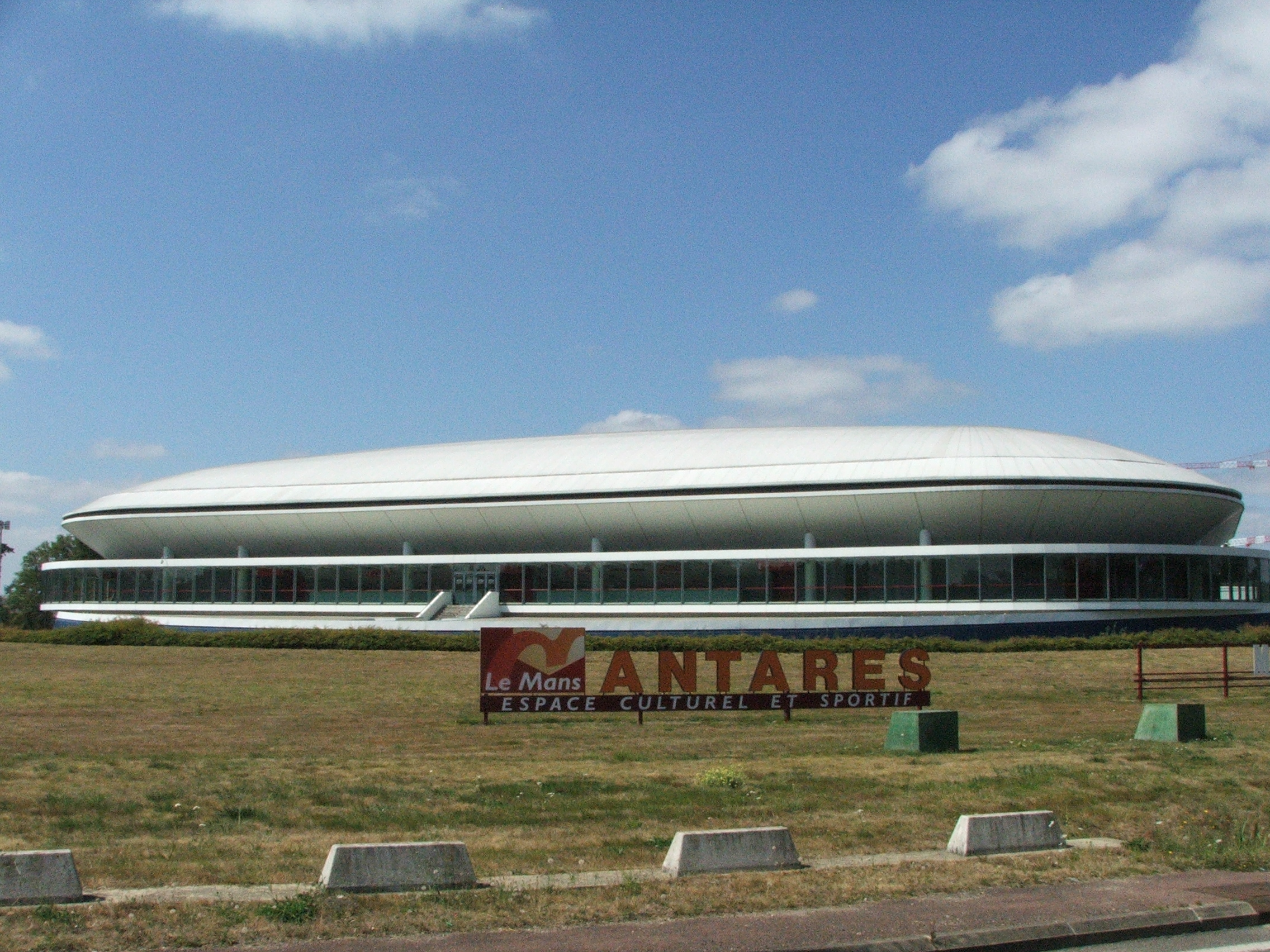
La salle Antarès.

## Zone commerciale
La zone d'activité commerciale du Family Village, située sur les Hunaudières, présente un espace qui comprenait 10 000 m2 en 2007, 28 000 m2 en 2009 et 48 000 m2 en 2021 avec Family Village2. La fréquentation en 2009 était de l'ordre de deux millions de visiteurs par an. 